# Horloge fleurie de Genève

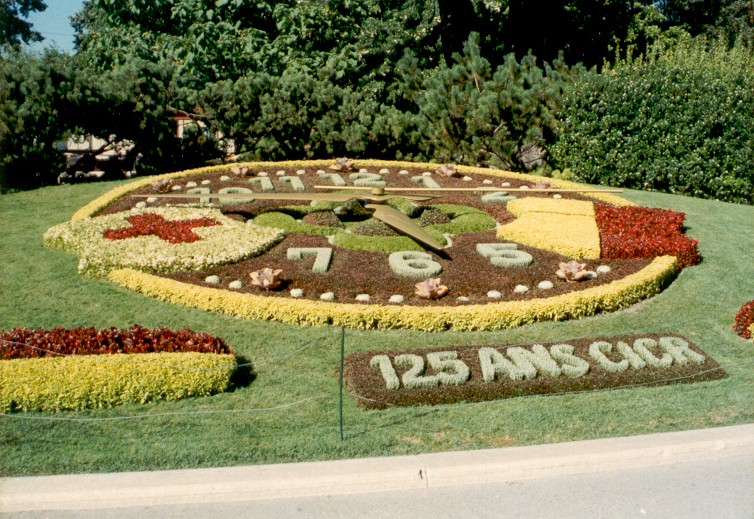
L'horloge fleurie de Genève pour le 125 anniversaire du CICR en 1988

L'horloge fleurie de Genève est un monument situé à Genève, dans le Jardin anglais. Elle se présente sous la forme d'une horloge dont le cadran est formé de fleurs qui sont régulièrement changées. 

## Historique
L'horloge fleurie a été créée en 1955 par l'architecte Paysagiste Armand Auberson pour la ville de Genève. En 2002, la peintre Josée Pitteloud et le sculpteur Jean Stern ont modernisé le design de cette horloge.

## Technique
L'horloge fleurie est composée de 8 cadrans colorés. Avec ses 2,5 mètres, l'aiguille qui marque les secondes est la plus grande du monde. Le réglage de l'heure s'effectue par satellite.

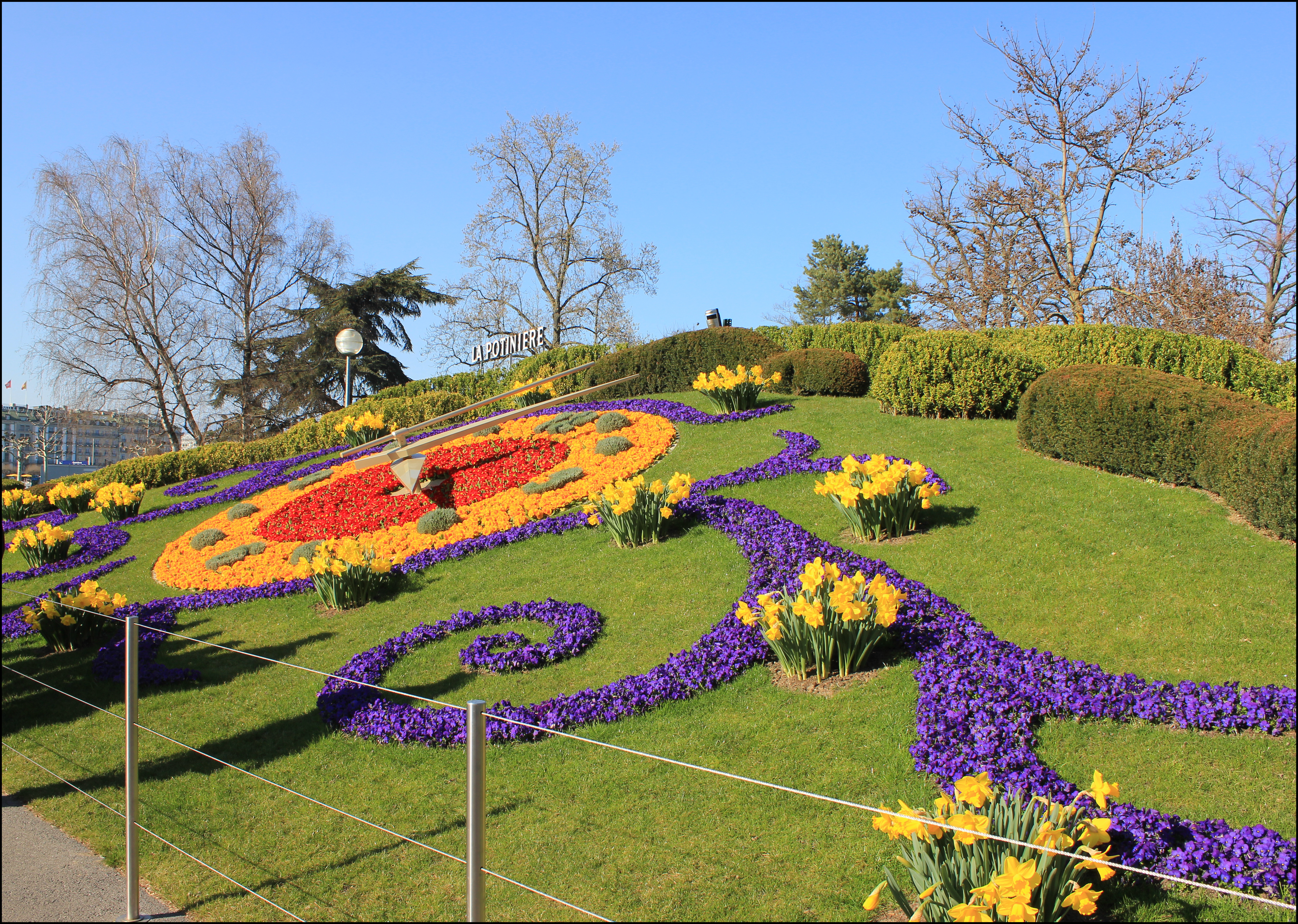
l'horloge fleurie en 2019.